# 上海视觉艺术学院
上海视觉艺术学院，简称上海视觉，原名复旦大学上海视觉艺术学院（目前已变更为独立设计院校），校区位于上海松江大学城，筹建于2001年，2005年正式开学，是一所专门从事传播研究和设计研究的高等艺术院校。亦是参照国内30所独立设置艺术院校艺术类本科专业招生的院校之一，艺术类专业为一本，文产类专业部分为二本。

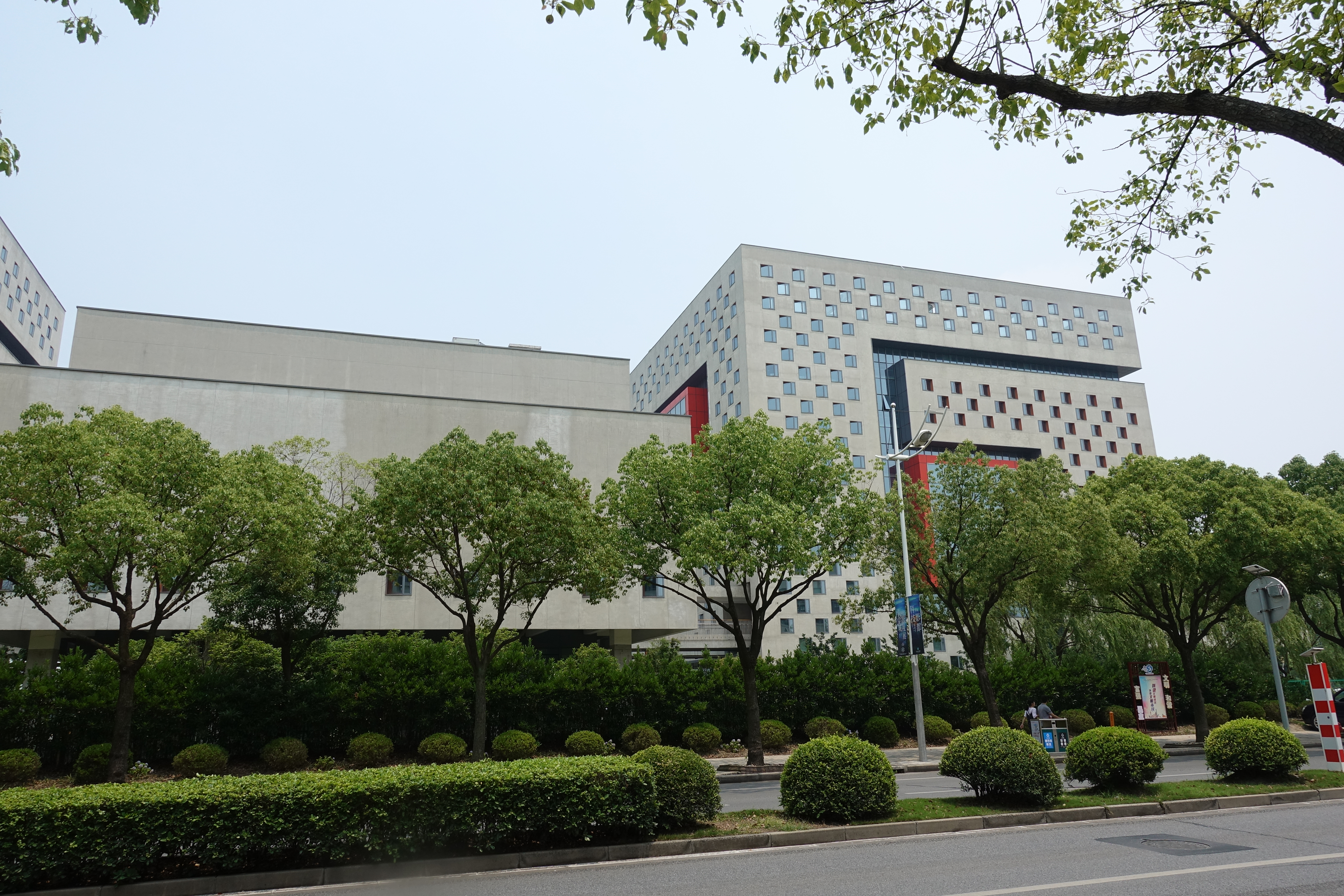
上海视觉艺术学院外侧

## 历史
上海视觉艺术学院原为复旦大学上海视觉艺术学院，成立之初是中华人民共和国教育部批准成立的、复旦大学的独立学院。2013年4月，复旦大学上海视觉艺术学院从独立学院升格为普通民办高校，更名为上海视觉艺术学院。 在2015年QS世界大学排名中，上海视觉艺术学院跃居全球大学“艺术与设计”学科排名第51至100名段，这是中国唯一一所混合所有制办学模式的年轻艺术类院校进入全球学科排名前列。 2017年学校建立了与国际高等艺术教育界开展交流与合作的国际平台。成员包括英国圣马丁艺术与设计学院、美国罗德岛设计学院、法国国立美术学院、丹麦设计学院、澳大利亚墨尔本大学维多利亚艺术学院、德国艺术学院、芬兰赫尔辛基美术设计学院、香港演艺学院、香港理工大学、日本武藏野艺术设计学院等国际知名艺术院校的校长。
上海视觉艺术学院原由复旦大学联合上海文化广播影视集团、文汇新民联合报业集团、上海世博（集团）有限公司、上海精文投资有限公司、上海精文置业（集团）有限公司、上海申教投资有限公司等单位共同投资创建管理。2013年，复旦大学和其它举办单位签署了《复旦大学与上海文化广播影视集团、文汇新民联合报业集团、上海精文置业（集团）有限公司、上海精文投资有限公司、上海申教投资有限公司终止合作举办复旦大学上海视觉艺术学院暨善后事宜协议书》。

## 学院
学校下设次九个一级学院：
- 设计学院
- 德蹈设计学院（DeTao Master）
- 新媒体艺术学院
- 时尚设计学院
- 美术学院
- 表演艺术学院
- 文化创意产业管理学院
- 文物保护与修复学院
- 基础教育学院学院[7]